# Pierwomajskaja (Czeczenia)
Pierwomajskaja (ros. Первомайская) – stanica w Rosji, w Czeczenii, w rejonie groznieńskim. W 2010 liczyła 5245 mieszkańców.